# Grand Prix moto de Malaisie
Le Grand Prix moto de Malaisie est une des épreuves du Championnat du monde de vitesse moto disputée depuis 1991. De la saison 1991 à 1997, le circuit de Shah Alam fut utilisé puis ce fut à partir de  1999 celui de Sepang qui accueille encore aujourd'hui la MotoGP.

## Circuits utilisés
|  |  |

## Palmarès
| Année | Circuit   | Moto3                         | Moto2                        | MotoGP                      | Rapport |
| ----- | --------- | ----------------------------- | ---------------------------- | --------------------------- | ------- |
| 2023  | Sepang    | Collin Veijer ( Husqvarna)    | Fermin Aldeguer (Boscoscuro) | Enea Bastianini (Ducati)    | Rapport |
| 2022  | Sepang    | John McPhee (Husqvarna)       | Tony Arbolino (Kalex)        | Francesco Bagnaia (Ducati)  | Rapport |
| 2019  | Sepang    | Lorenzo Dalla Porta (Honda)   | Brad Binder (KTM)            | Maverick Viñales (Yamaha)   | Rapport |
| 2018  | Sepang    | Jorge Martín (Honda)          | Luca Marini (Kalex)          | Marc Márquez (Honda)        | Rapport |
| 2017  | Sepang    | Joan Mir (Honda)              | Miguel Oliveira (KTM)        | Andrea Dovizioso (Ducati)   | Rapport |
| 2016  | Sepang    | Francesco Bagnaia (Mahindra)  | Johann Zarco (Kalex)         | Andrea Dovizioso (Ducati)   | Rapport |
| 2015  | Sepang    | Miguel Oliveira (KTM)         | Johann Zarco (Kalex)         | Dani Pedrosa (Honda)        | Rapport |
| 2014  | Sepang    | Efrén Vázquez (Honda)         | Maverick Viñales (Kalex)     | Marc Márquez (Honda)        | Rapport |
| 2013  | Sepang    | Luis Salom (KTM)              | Esteve Rabat (Kalex)         | Dani Pedrosa (Honda)        | Rapport |
| 2012  | Sepang    | Alex De Angelis (FTR)         | Sandro Cortese (KTM)         | Dani Pedrosa (Honda)        | Rapport |
| Année | Circuit   | 125 cm³                       | Moto2                        | MotoGP                      | Rapport |
| 2011  | Sepang    | Maverick Viñales (Aprilia)    | Thomas Lüthi (Suter)         | Course annulée              | Rapport |
| 2010  | Sepang    | Marc Márquez (Derbi)          | Roberto Rolfo (Suter)        | Valentino Rossi (Yamaha)    | Rapport |
| Année | Circuit   | 125 cm³                       | 250 cm³                      | MotoGP                      | Rapport |
| 2009  | Sepang    | Julián Simón (Aprilia)        | Hiroshi Aoyama (Honda)       | Casey Stoner (Ducati)       | Rapport |
| 2008  | Sepang    | Gabor Talmacsi (Aprilia)      | Alvaro Bautista (Aprilia)    | Valentino Rossi (Yamaha)    | Rapport |
| 2007  | Sepang    | Gabor Talmacsi (Aprilia)      | Hiroshi Aoyama (KTM)         | Casey Stoner (Ducati)       | Rapport |
| 2006  | Sepang    | Alvaro Bautista (Aprilia)     | Jorge Lorenzo (Aprilia)      | Valentino Rossi (Yamaha)    | Rapport |
| 2005  | Sepang    | Thomas Lüthi (Honda)          | Casey Stoner (Aprilia)       | Loris Capirossi (Ducati)    | Rapport |
| 2004  | Sepang    | Casey Stoner (KTM)            | Daniel Pedrosa (Honda)       | Valentino Rossi (Yamaha)    | Rapport |
| 2003  | Sepang    | Daniel Pedrosa (Honda)        | Toni Elías (Aprilia)         | Valentino Rossi (Honda)     | Rapport |
| 2002  | Sepang    | Arnaud Vincent (Aprilia)      | Fonsi Nieto (Aprilia)        | Max Biaggi (Yamaha)         | Rapport |
| 2001  | Sepang    | Youichi Ui (Derbi)            | Daijiro Kato (Honda)         | Valentino Rossi (Honda)     | Rapport |
| 2000  | Sepang    | Roberto Locatelli (Aprilia)   | Shinya Nakano (Yamaha)       | Kenny Roberts, Jr. (Suzuki) | Rapport |
| Année | Circuit   | 125 cm³                       | 250 cm³                      | 500 cm³                     | Rapport |
| 1999  | Sepang    | Masao Azuma (Honda)           | Loris Capirossi (Honda)      | Kenny Roberts, Jr. (Suzuki) | Rapport |
| 1998  | Johor     | Noboru Ueda (Honda)           | Tetsuya Harada (Aprilia)     | Michael Doohan (Honda)      | Rapport |
| 1997  | Shah Alam | Valentino Rossi (Aprilia)     | Max Biaggi (Honda)           | Michael Doohan (Honda)      | Rapport |
| 1996  | Shah Alam | Stefano Perugini (Aprilia)    | Max Biaggi (Aprilia)         | Luca Cadalora (Honda)       | Rapport |
| 1995  | Shah Alam | Garry McCoy (Honda)           | Max Biaggi (Aprilia)         | Michael Doohan (Honda)      | Rapport |
| 1994  | Shah Alam | Noboru Ueda (Honda)           | Max Biaggi (Aprilia)         | Michael Doohan (Honda)      | Rapport |
| 1993  | Shah Alam | Dirk Raudies (Honda)          | Nobuatsu Aoki (Honda)        | Wayne Rainey (Yamaha)       | Rapport |
| 1992  | Shah Alam | Alessandro Gramigni (Aprilia) | Luca Cadalora (Honda)        | Michael Doohan (Honda)      | Rapport |
| 1991  | Shah Alam | Loris Capirossi (Honda)       | Luca Cadalora (Honda)        | John Kocinski (Yamaha)      | Rapport |